# Rosalíadecastro
Rosalíadecastro, anteriormente llamada HD 149143, es una estrella localizada en la constelación de Ofiuco que se encuentra a una distancia de unos 240 años luz de la Tierra. Su magnitud aparente es de 7,9 y su magnitud absoluta de 3,9.

## Nombre
El 17 de diciembre de 2019, esta estrella (anteriormente denominada HD 149143) fue nombrada oficialmente por la Unión Astronómica Internacional como Rosalíadecastro, en honor a la escritora gallega Rosalía de Castro, cuya obra a menudo hacía referencia a la noche y los objetos celestes.

## Sistema planetario
Actualmente, únicamente se tiene conocimiento de la existencia de un planeta extrasolar que orbita alrededor de Rosalíadecastro.
- Riosar (HD 149143 b), que tiene 1,33 veces la masa de Júpiter y una reducida excentricidad orbital.[4] En 2019 recibió el nombre de Riosar (por el Río Sar, presente en la literatura de Rosalía de Castro), otorgado por la Unión Astronómica Internacional.

### Características
| Nombre | Masa (MJ) | Semieje mayor (UA) | Período orbital (días) | Excentricidad  | Radio (RJ) |
| ------ | --------- | ------------------ | ---------------------- | -------------- | ---------- |
| Riosar | ≥1,33     | 0,053              | 4,07182 ± 0,00001      | 0,0167 ± 0,004 | 1,05       |